# Коронавірусна хвороба 2019 на Філіппінах
Спалах коронавірусної хвороби 2019 на Філіппінах — це поширення пандемії коронавірусної хвороби 2019 на територію Філіппін. Перший випадок хвороби в країні зареєстровано 30 січня 2020 року в Манілі. Перший випадок хвороби зареєстровано в 38-річної громадянки Китаю, яка лікувалась в манільській лікарні Сан-Лазаро. Другий випадок у країні зареєстрований у 44-річного китайця, який помер за день до цього, що стало першим випадком смерті від коронавірусної хвороби за межами материкового Китаю.
Після реєстрації першої смерті від коронавірусної хвороби в країні протягом місяця не виявлялись нові випадки COVID-19, поки 7 березня на Філіппінах підтверджений перший випадок внутрішньої передачі вірусу в країні. З цього часу коронавірусна хвороба поширилась майже на всій території країни, випадки хвороби зареєстровані в 17 регіонах країни. Соціально-економічні наслідки епідемії коронавірусної хвороби відчуваються на території всієї країни.
На 2 серпня в країні зареєстровано 103185 підтверджених випадків коронавірусної хвороби. Із цих випадків зареєстровано 65557 одужань та 2059 смертей унаслідок коронавірусної хвороби. Країна займає друге місце за кількістю підтверджених випадків у Південно-Східній Азії, 10 місце в Азії та 25 місце в світі. Найбільша кількість нових випадків за добу зафіксована 4 серпня, коли міністерство охорони здоров'я країни повідомило про виявлення 6352 нових випадків хвороби.
На Філіппінах проводиться дещо менше обстежень на коронавірус, ніж у сусідніх країнах. Спочатку обстеження на коронавірус підозрілих випадків на коронавірусну хворобу проводилось за межами країни у зв'язку з відсутністю наборів для тестування. Наслідком цього був скандал із обстеженням кількох високопоставлених чиновників. які пройшли обстеження на коронавірус із порушенням протоколів міністерства охорони здоров'я. До кінця січня Науково-дослідний інститут тропічної медицини в Мунтінлупі в Національному столичному регіоні розпочав проводити тестування на коронавірус, ставши таким чином першою загальнонаціональною лабораторією для тестування на коронавірус. Після цього ще кілька лабораторій у країні отримали схвалення міністерства охорони здоров'я на проведення обстеження на коронавірус. Станом на 25 квітня 2021 року в країні працювало 249 лабораторій, у яких проводиться обстеження на коронавірус, в яких проведено 11581020 обстежень на коронавірус у 10882337 осіб.
Кількість випадків COVID-19 по всій країні почали знижуватися в лютому 2022 року, і до травня 2022 року міністерство охорони здоров'я зазначив, що країна перебуває у «класифікації випадків мінімального ризику» із середнім показником лише 159 випадків на день, зареєстрованих із 3 травня, до 9. Станом на початок червня 2022 року 69,4 мільйона філіппінців були повністю вакциновані, а 14,3 мільйона осіб отримали бустерні щеплення. У серпні 2022 року філіппінські державні школи знову відкрилися для очного навчання вперше за 2 роки. Станом на 23 лютого 2023 року загалом було введено 170545638 доз вакцини.

## Хронологія

### 2020

#### Початок
У січні 2020 року Філіппіни повідомили про першу підозру на коронавірусну хворобу в країні. Хворобу запідозрили у 5-річного хлопчика з острова Себу, який прибув до країни 12 січня разом із матір'ю. На той час Філіппіни не мали змоги проводити тестування безпосередньо на COVID-19, тому дитині провели обстеження в Науково-дослідному інституті тропічної медицини в Мунтінлупі на неспецифічний коронавірус, та отримали позитивний результат, після чого його біоматеріал відправили до Вікторіанської лабораторії інфекційних хвороб у Мельбурні в Австралії для підтверджувального обстеження на конкретний штам коронавірусу. У хлопчика виявився від'ємний аналіз на COVID-19, проте в країні зареєстровано ще кілька підозр на коронавірусну хворобу.
Інститут тропічної медицини в Мунтінлупі отримав можливість проводити обстеження на COVID-19 при виникненні підозр на коронавірусну хворобу. і перші обстеження в інституті проведені 30 січня 2020 року.
Цього ж дня, 30 січня, на Філіппінах виявлено перший випадок коронавірусної хвороби. Першою хворою стала 38-річна китаянка з Уханя, яка прибула в Манілу через Гонконг 21 січня. Її госпіталізували до манільської лікарні Сан-Лазаро 25 січня після того, як вона звернулась до лікарів з приводу легкого кашлю. На момент появи повідомлення про виявлення у хворої коронавірусної хвороби в неї вже не було жодних симптомів.
Другий випадок коронавірусної хвороби в країні підтверджено 2 лютого у 44-річного китайця, який був супутником першої хворої у її поїздці. Він помер 1 лютого, і його смерть стала першою смертю від коронавірусної хвороби за межами Китаю. Повідомлено, що в нього діагностовані супутні інфекції — грип та Streptococcus pneumoniae.
5 лютого міністерство охорони здоров'я повідомило при виявлення третього випадку коронавірусної хвороби на Філіппінах. Хворою виявилась 60-річна китаянка, яка прибула з Гонконга до міста Себу 20 січня, пізніше прибула на острів Бохоль 22 січня, де зверталась до приватного лікаря зі скаргами на гарячку та нежить. 24 січня хворій проводили обстеження на коронавірус, і результат був негативним, проте 3 лютого повідомлено, що в зразках біоматеріалу, взятого від хворої 23 січня, виявлено коронавірус. Після одужання, яке зафіксовано 31 січня, хворій дозволено повернутись до Китаю.

#### Березень
Після відсутності протягом місяця нових випадків коронавірусної хвороби в країні 6 березня міністерство охорони здоров'я Філіппін повідомило про виявлення двох випадків коронавірусної хвороби у філіппінських громадян. Перший з них був 48-річним чоловіком, який повернувся з Японії 25 лютого, та відчув симптоми хвороби 3 березня. Другий з них був 60-річний чоловіком, який хворів цукровим діабетом та гіпертонією, який відчув погіршення здоров'я 25 лютого, та госпіталізований 1 березня з пневмонією. Перед цим він відвідував мусульманське богослужіння у передмісті Маніли Сан-Хуан. Міністерство охорони здоров'я країни повідомило, що п'ятий хворий у країні не виїздив за кордон, тому його можна вважати першим випадком внутрішньої передачі вірусу в країні. Шостим випадком хвороби в країні стала 59-річна жінка, дружина п'ятого хворого. З цього часу міністерство охорони здоров'я країни фіксує щоденний ріст кількості випадків коронавірусної хвороби.
На початку березня зареєстровані перші випадки хвороби за кордоном серед іноземців, які відвідували Філіппіни. Перші три зареєстровані випадки в австралійця, японця та жителя Тайваня, які відвідували Філіппіни у лютому 2020 року, після чого в них виявлено коронавірусну хворобу, наводили на думку, що на Філіппінах є невиявлені місця місцевої передачі COVID-19, що підтверджує виявлений на той час ймовірний перший випадок внутрішньої передачі вірусу в країні.
З березня 2020 року проведено ретроспективні дослідження щодо визначення штаму вірусу, що спричинює спалах COVID-19 на Філіппінах. У травні 2020 року Едсель Сальванья, директор Інституту молекулярної біології та біотехнології, зазначив, що штам, який спричинив спалах COVID-19 на Філіппінах, який розпочався в березні 2020 року, тісно пов'язаний зі штамом, який поширювався в той же час в Індії. Родовід цього штаму, на думку Сальванії, походить з Китаю та Австралії. У липні2020 року на вебінарі під керівництвом Синтії Саломи, виконавчого директора Філіппінського центру геноміки викладено дві гіпотези щодо джерела спалаху хвороби в березні 2020 року на Філіппінах. Аналіз генетичної послідовності зразків, зібраних у хворих однієї з філіппінських лікарень з 22до 28 березня, свідчить про те, що на Філіппінах є щонайменше два джерела передачі вірусу: Китай, переважно з Шанхаю, та з Японії, через репатрійованих філіппінських моряків круїзного судна «Diamond Princess».
Для сповільнення поширення коронавірусної хвороби в країні запроваджено низку заходів, зокрема заборону на поїздки до материкового Китаю, Гонконгу, Макао та Південної Кореї. 7 березня міністерство охорони здоров'я Філіппін підняло рівень небезпеки в країні до червоного рівня 1, та рекомендувало президенту Філіппін запровадити «надзвичайну ситуацію в галузі охорони здоров'я», уповноважуючи міністерство мобілізувати ресурси для закупівлі засобів безпеки та введення запобіжних карантинних заходів. 9 березня президент країни Родріго Дутерте опублікував Прокламацію № 922 про визнання знаходження Філіппін у надзвичайній ситуації в галузі охорони здоров'я.
12 березня президент країни Родріго Дутерте встановив своїм розпорядженням рівень небезпеки в країні до червоного нижчого рівня 2, постановою задля сповільнення поширення коронавірусної хвороби в країні також введено частковий локдаун у столичному регіоні. 16 березня умови локдауну було посилено, унаслідок чого весь острів Лусон помістили під посилений суспільний карантин. Частина органів місцевого самоврядування на інших островах також запровадили на своїй території подібні обмеження. 17 березня президент країни видав Прокламацію № 929, згідно якої в країні вводиться надзвичайний стан строком на шість місяців. Додатково тестування на коронавірус розпочали робити ще 4 медичні заклади, зокрема Південний Філіппінський медичний центр у місті Давао, Меморіальний медичний центр Вісенте Сотто в місті Себу, міська лікарня Багуйо та медичний центр у Бенге, лікарня Сан-Лазаро в Манілі (де лікувалась перша хвора в країні) також розпочала проводити тести, та розширила відділення інтенсивної терапії. Пізніше тестування на коронавірус розпочали й інші медичні заклади.
25 березня президент країни видав спеціальний указ, що надав йому додаткові повноваження щодо боротьби із епідемією коронавірусної хвороби.

#### Квітень—травень
До квітня коронавірусна хвороба поширилася на всі 17 регіонів Філіппін, у тому числі 6 квітня підтверджено випадок хвороби в пацієнта, який знаходився на лікуванні в місті Сурігао, який прибув до регіону Карага 12 березня з Маніли.
Президент країни Родріго Дутерте 7 квітня прийняв рекомендацію міжвідомчої робочої групи з боротьби проти нових інфекційних захворювань продовжити термін дії карантину на острові Лусон до 30 квітня.
17 квітня повідомлено, що в країні змогли знизити кількість відтворень коронавірусної хвороби до 0,65 з початкових 1,5, що означає, що середня кількість людей, які може заразити один хворий, зменшилася з більш ніж 1,0 до менш ніж 1,0. Дані на цей день свідчили про те, що у країні досягли певних успіхів у згладжуванні кривої, проте фахівці попередили про можливе різке наростання нових випадків, для чого необхідно нарощувати кількість тестувань на коронавірус для швидкого виявлення нових випадків хвороби, що дасть можливість уникнути масової передачі COVID-19.
З кінця квітня місцеві органи влади втратили повноваження самостійно вводити карантин без згоди міжвідомчої робочої групи з питань нових інфекційних хвороб. До цього місцева влада могла вводити такі заходи за погодженням з міністерством внутрішніх справ та місцевого самоврядування. Посилений суспільний карантин на Лусоні в деяких районах продовжений до 15 травня. До цих районів відносяться агломерація Маніли, Калабарсон, Центральний Лусон (крім Аурори), Пангасінан та Бенге. Карантинні заходи посилені також у провінціях Себу та Ілоіло, та в місті Давао. В інших районах карантин був послаблений, або встановлений адаптивний місцевий карантин.
14 травня на острів Самар налетів тайфун Вонгфонг. Унаслідок цього на Філіппінах десятки тисяч осіб, які вимушені були знаходитись на карантині, зіткнулись із подвійною небезпекою — тайфуна та коронавірусної хвороби, що зумовило проведення службами екстреного реагування країни проведення технічно складної та небезпечної евакуації великої кількості населення. У кожному притулку для постраждалих в центральній частині Філіппін, з метою запобігання поширенню коронавірусної інфекції, заповнювалась лише половина можливих місць, пр проведенні евакуації постраждалі повинні мати захисні маски. Тайфун Вонгфунг став причиною смерті 5 осіб на Філіппінах. На момент приходу тайфуну на архіпелаг кількість підтверджених випадків хвороби в країні становила 11618 випадків, а кількість смертей унаслідок коронавірусної інфекції досягла 772. Пізніше тайфун підійшов до Маніли, проте у зв'язку із суворими обмеженнями виїзду з Маніли більшість мешканців міста, у тому числі малозабезпечені громадяни, що живуть у простих будинках, не змогли дістатися безпечних місць, та змушені були перечекати тайфун вдома.
Після 15 травня уряд Філіппін переглянув класифікацію карантинних зон у країні відповідно до попереднього свого рішення про те, що зміни умов карантину будуть проводитися з урахуванням думки науковців, та з урахуванням їх економічної доцільності. Модифікований посилений суспільний карантин введений у Манільській агломерації, провінції Лагуна та місті Себу, одночасно посилений суспільний карантин запроваджено в 41 провінції та 10 містах із помірним ризиком. Одночасно 40 провінцій та 11 міст, які початково вважались зонами низького ризику та мали бути повністю звільнені від карантину, проте переведені на модифікований суспільний карантин після відповідного рішення уряду. Пізніше уряд країни вчергове змінив своє рішення, та перевів усю країну під посилений суспільний карантин, хоча в Манілі, Лагуні та Себу продовжили модифікований суспільний карантин. Це вважалось тимчасовим рішенням, поки критерії та принципи впровадження модифікованого карантину не будуть остаточно затверджені. Урядові структури розглядали також можливість перекваліфікації провінцій та міст у Центральному Лусоні як районів високого ризику, та запровадження там відповідних карантинних обмежень.
Після отримання петицій від місцевих органів влади міжвідомча робоча група з питань інфекційних хвороб ще раз переглянула свою політику щодо карантинних зон у країні. У містах Себу та Мандауе введено посилений суспільний карантин, а в Манільській агломерації, місті Лагуна та Центральному Лусоні (крім міст Аврора та Тарлак) введено модифікований суспільний карантин. У решті країни введений посилений суспільний карантин.

#### Червень—липень
Карантинні заходи, введені на території всієї країни, почали послаблюватись з 1 червня, коли райони, які раніше перебували під посиленим суспільним карантином, перейшли на менш жорсткий карантинний режим. Це призвело до значного збільшення кількості нових підтверджених випадків хвороби, оскільки на більшості території запроваджено модифікований суспільний карантин.
Відкладено офіційний початок занять у початкових та середніх школах, які зазвичай розпочинаються в червні.
Дія указу президента Філіппін щодо надання йому додаткових повноважень щодо боротьби із епідемією коронавірусної хвороби припинилась протягом червня. Згідно конституції країни, його дія припинилась 25 червня, хоча частина юристів інтерпретували закінчення дії указу ще 5 червня. Філіппінський сенатор Сонні Ангара стверджувала, що в конституції країни вказано, що надзвичайні повноваження президента припиняються при наступному засіданні конгресу країни, та що вона розглядає ці укази як надзвичайний захід. Національний уряд стверджує, що термін дії закону повинен закінчитися 25 червня. Після закінчення терміну дії указу уряд країни більше не зобов'язаний видавати грошові субсидії сім'ям, які постраждали від карантинних заходів місцевої влади.
Міністерство охорони здоров'я країни повідомило про надзвичайно велику кількість одужань 30 липня, коли міністерство розпочало зміну методики підрахунку одужань, щоб усунути невідповідність з підрахунками органів місцевої влади. За новими рекомендаціями міністерства охорони здоров'я, усі легкі та безсимптомні випадки будуть вважатися такими, що одужали, на 14 день після взяття аналізу на ПЛР. Першу партію «масового одужання» зафіксовано 30 липня з 37180 одужань. З 30 липня звірка одужань буде оновлюватися кожні 15 днів.

#### Серпень
2 серпня Філіппіни переступили поріг у 100 тисяч випадків коронавірусної хвороби, в країні продовжує фіксуватися по 3 тисячі нових випадків хвороби за день.. До цього часу в країні було зареєстровано найбільше випадків хвороби в Південно-Східній Азії.
У Манільській агломерації, Булакані, Кавіте, Лагуні та Рісалі з 4 по 18 серпня введений модифікований посилений суспільний карантин у відповідь на звернення провідних медичних фахівців щодо введення посиленого карантину в столичній агломерації.
На початку серпня Філіппінська медична страхова компанія виявилась втягнутою у корупційний скандал, і за повідомленнями засобами масової інформації, її керівники використовували пандемію як прикриття для привласнення мільярдів песо.
Філіппінський центр геноміки у серпні виявив у країні новий штам вірусу SARS-CoV-2. Зазначається, що новий штам має ознаки варіанту вірусу, який є домінуючим у більшості країн світу, та пов'язаний із різким збільшенням числа нових випадків захворювання в країні в липні.
До 18 серпня міністерство охорони здоров'я Філіппін виявило 1302 вогнища хвороби, більшість з яких були розташовані в Манільській агломерації.

#### Вересень-листопад
11 вересня президент країни Родріго Дутерте підписав новий закон, що надавав йому додаткові повноваження в боротьбі з епідемією коронавірусної хвороби. Пізніше президент країни своїм указом продовжив дію свого указу про встановлення в країні режиму надзвичайної ситуації в галузі охорони здоров'я до вересня 2021 року.
18 вересня міжвідомча робоча група з питань нових інфекційних захворювань повідомила, що з 29 жовтня до 4 листопада в країні будуть закриті всі кладовища, колумбарії та меморіальні парки для запобігання значних скупчень людей. Подібне рішення прийняла влада Манільської агломерації за кілька днів до цього.
Коронавірусна хвороба поширилась на всі провінції Філіппін до 28 вересня, коли перший випадок хвороби зареєстровано в провінції Батангас.

#### Грудень 2020
У середині грудня у Британії було виявлено новий варіант SARS-CoV-2, відомий як варіант B.1.1.7, який за даними дослідників, є більш заразним, ніж попередні варіанти вірусу. Це призвело до того, що низка країн обмежили або заборонили транспортне сполучення з Великою Британією, включно з Філіппінами. Філіппіни також заборонили поїздки для 19 інших країн, які повідомили про випадки більш заразних варіантів SARS-CoV-2.
На брифінгу, що відбувся в січні 2021 року, представник міністерства охорони здоров'я Філіппін повідомило, що британський варіант коронавірусу знаходиться на Філіппінах ще з грудня 2020 року. Один із зразків, забраних закладами охорони здоров'я країни 10 грудня, дав позитивний результат щодо британського варіанту 21 січня 2021 року.

### 2021

#### Січень
До січня 2021 року міністерство охорони здоров'я Філіппін розпочало проводити проводить моніторинг принаймні двох інших зафіксованих мутацій, окрім британського варіанта, а саме варіанту 501.V2, який походить з ПАР, та іншого варіанту з Малайзії.
5 січня 2021 року Гонконг повідомив, що в місті виявили британський варіант вірусу у 30-річної жінки, яка прибула до міста з Філіппін 22 грудня 2020 року, висловивши занепокоєння, що цей штам може вже бути на Філіппінах. Наступного дня проведено спільне епідеміологічне дослідження міністерства охорони здоров'я та Філіппінського центру геноміки, за результатами якого повідомлено, що британський варіант коронавірусу не виявлений серед 305 зразків, зібраних з листопада по грудень серед осіб, госпіталізованих до лікарень країни, у тому числі й осіб, які прибули з-за кордону та отримали позитивний тест на COVID-19 після прибуття до Філіппін.
Епідеміолог Джон Вонг, який входив до технічної консультативної робочої групи міністерства охорони здоров'я, заявив на брифінгу для преси 6 січня, що якщо британський варіант вірусу з'явиться на Філіппінах, загальна кількість випадків хвороби може зрости приблизно в 15 разів. Вонг описав два сценарії, які передбачали, що на початку місяця реєструвалось 20 тисяч випадків хвороби за добу. За першим сценарієм показник захворюваності на COVID-19 становить 1,1, а британський варіант не досягає Філіппін, а прогнозована кількість випадків хвороби за добу зросте до 32 тисяч до кінця місяця. За другим сценарієм, коли британський варіант потрапить до країни, прогнозована кількість випадків за добу може сягнути 300 тисяч за той самий проміжок часу.
13 січня міністерство охорони здоров'я країни офіційно повідомило, що в країні виявлено британський варіант коронавірусу, після того, як у 29-річного чоловіка з Кесон-Сіті, який прибув до країни з Об'єднаних Арабських Еміратів 7 січня, підтверджено позитивний тест на COVID-19. У 13 осіб, які контактували з цим чоловіком, за кілька днів також виявили позитивний результат на COVID-19. 22 січня було підтверджено 16 нових випадків британського варіанту у кількох місцях країни, включаючи провінції Бенге, Лагуна та Кордильєри. У всіх випадках у провінціях Бенге та Лагуна не було підтвердженого контакту з випадком хвороби або виїзду за межі країни.
Управління з продовольства і медикаментів Філіппін надало дозвіл на екстрене застосування вакцини Pfizer та BioNTech і вакцини AstraZeneca проти COVID-19 відповідно 14 та 28 січня.

#### Лютий-квітень
18 лютого управління охорони здоров'я провінції Центральні Вісаї повідомило, що на острові Себу було виявлено дві мутації вірусу SARS-CoV-2. Мутації були класифіковані як «досліджувані мутації», і названі як E484K та N501Y.
В лютому країна замовила 600 тис. доз вакцини Sinovac, першу 100 тис. доз мають отримати військові, решту — медичні працівники.
2 березня міністерство охорони здоров'я Філіппін повідомило про виявлення південноафриканського варіанту коронавірусу у місті Пасай. 12 березня в країні було виявлено варіант коронавірусу Lineage P.1, широко відомий як «бразильський варіант», одночасно зареєстрований місцевий варіант вірусу, який отримав назву «варіант P.3». У Японії також виявила «варіант P.3» у хворого, який приїхав з Філіппін.
Після значного спалаху випадків коронавірусної хвороби у Великій Манілі, у столичному регіоні 22 березня запроваджений суворий карантин, який мав закінчитися 4 квітня. Карантин було ще посилено з 29 березня по 11 квітня, коли утримувався високий рівень інфікованості в районі агломерації.
17 березня Філіппінське управління статистики повідомило, що до кінця 2020 року було зафіксовано щонайменше 27967 смертей, спричинених або пов'язаних з COVID-19, з яких 8209 були позначені тегом «Ідентифікований вірус COVID-19». Невідповідність між підрахунками міністерства охорони здоров'я та управління статистики пояснюється включенням імовірних та підозрілих випадків у підсумки управління статистики.
2 квітня на Філіппінах зареєстровано 15310 нових випадків хвороби, що є найбільшою кількістю випадків хвороби на день з початку пандемії. 26 квітня кількість випадків хвороби в країні перевищила 1 мільйон.
У квітні 2021 року Австралія й Філіппіни заявили про обмеження використання вакцини AstraZeneca, натомість Африканський союз відмовився від її закупок.

#### Після квітня
11 травня в країні виявили перші два випадки дельта-варіанту з Індії. Варіант був підтверджений у двох філіппінських моряків, які повернулися додому в квітні. Хоча зараження в Манільській агломерації сповільнювалося, проте воно різко зросло в інших регіонах. На острові Мінданао припадала чверть нових випадків, що більше, ніж у Манілі, що свідчило про те, що пандемія перемістилася в регіони далеко за межі мегаполісів. Колишній мер одного з міст і його брат також були госпіталізовані в державну лікарню в тому ж місті, а ще десятки людей проходили лікування від коронавірусу на вулиці в імпровізованих наметах або були підключені до кисневих балонів, сидячи в своїх автомобілях, через відсутність лікарняних ліжок.
У зв'язку зі сплеском COVID-19 в Індонезії Філіппіни заборонили прибуття з Індонезії через загрозу поширення варіанту Дельта. Прес-секретар президента країни сказав, що прибуваючим з Індонезії буде заборонено в'їзд до країни з 16 по 31 липня.
16 липня в країні виявлено 16 нових випадків інфікування високотрансмісивним варіантом COVID-19 Дельта, який став домінуючим варіантом у кількох країнах, з них 11 випадків місцевої передачі вірусу. На брифінгу для преси заступник міністра охорони здоров'я Марія Розаріо Вергейре заявила, що 15 із нових виявлених випадків одужали, а ще один помер. З цих випадків 10 — жінки віком від 14 до 79 років. Через зростання кількості випадків та місцеву передачу варіанту Дельта, столичний округ Маніла, Північний Ілокос, Південний Ілокос, Долина Компостела та Північне Давао переведені на загальний суворий домашній карантин з посиленими обмеженнями, починаючи з 23 липня.
У липні на Філіппінах було знято обмеження щодо ваги поліцейських. Перед цим дане правило забороняло поліціянтам мати зайву вагу.
29 липня міністерство охорони здоров'я виявило 97 нових випадків дельта-варіанту, загальна кількість випадків дельта-варіанту зросла до 216. З нових зареєстрованих випадків 88 мали місцеву передачу вірусу, 6 повернулися з-за кордону, а ще 3 випадки уточнювались.
30 липня уряд помістив столичний округ Маніла на посилений загальний карантин від 6 до 20 серпня у зв'язку зі зростанням кількості випадків дельта-варіанту.
5 серпня міністерство охорони здоров'я виявило 116 нових випадків варіанту Дельта, загальну кількість їх зросла до 331. З нових випадків варіанту Дельта 95 були з місцевою передачею, один – філіппінець, що повернувся за кордону, а решта 20 випадків перебували на стадії виявлення, чи є вони місцевими випадками хвороби, чи повернулись з-за кордону. Міністерство охорони здоров'я повідомило, що серед 216 випадків дельта-варіанту, про які було повідомлено 29 липня, було підтверджено, що один випадок був протестований у двох різних лабораторіях, тому міністерство охорони здоров'я змінило попередню загальну кількість випадків дельта-варіанту з 216 до 215.
Того ж дня президент Родріго Дутерте схвалив рекомендацію служби охорони здоров'я перевести низку провінцій на посилений карантин. Лагуна, Кагаян-де-Оро та Ілоіло перебуватимуть під посиленим карантином з 6 по 15 серпня, тоді як Лусена та провінції Кавіте, Рісаль та Ілоіло будуть знаходитись під модифікованим посиленим загальним карантином. Провінції Батангас і Кесон у той же час перебуватимуть під загальним громадським карантином із посиленими обмеженнями з 6 по 15 серпня.
15 серпня МОЗ виявило перший в країні випадок лямбда-варіанту. Хвора — 35-річна жінка, і на той час перевірялося, чи це випадок місцевої передачі, чи вона повернулася з-за кордону. Міністерство охорони здоров'я повідомило, що хвора не мала симптомів хвороби, і вважалась видужаною після проходження 10-денного періоду ізоляції. Тим часом міністерство також виявило 182 нових випадки варіанту Дельта, а також 41 новий випадок варіанту Альфа, 66 нових випадків варіанту Бета та 40 нових випадків варіанту Тета. З нових зареєстрованих випадків варіанту Дельта 112 випадків є місцевими, 36 випадків повернулися з-за кордон, а 34 все ще проходять перевірку. Серед 41 нового випадку варіанту Альфа 38 є місцевими, один повернуся з-за кордону, а два ще перевірялися. Із 66 нових випадків Бета-варіанту 56 є місцевими, а 10 випадків ще проходили перевірку. Серед 40 нових випадків варіанту Тета 37 були з місцевою передачею, а 3 ще перевірялися.
19 серпня прийнято рішення про переведення столичної області та провінції Лагуна під посилений карантин з 21 по 31 серпня.
28 серпня Всесвітня організація охорони здоров'я оприлюднила заяву про те, що варіант Дельта вже є домінуючим варіантом SARS-CoV-2 на Філіппінах.
1 вересня кількість випадків COVID-19 в країні перевищила 2 мільйони.
3 вересня Управління з контролю за продуктами й ліками Філіппін схвалило екстрене використання вакцини Moderna проти COVID-19 для неповнолітніх віком від 12 до 17 років.
16 вересня 2021 року уряд запровадив нову систему повідомлень про надзвичайну ситуацію із її пілотним запровадженням у столичному окрузі. 20 жовтня 2021 року охоплення новою системою було розширено, й охопило місцеві адміністративні одиниці в регіонах Калабарзон, Центральні Вісаї та Давао.
25 жовтня міністерство охорони здоров'я підтвердило наявність у країні варіанту B.1.1.318, зареєструвавши один випадок. Окрім виявлення варіанту B.1.1.318, в країні також виявлено ще 380 випадків варіанту Дельта, а також 104 випадки варіанту Альфа та 166 випадків варіанту Бета. Протягом жовтня також почалася вакцинація неповнолітніх згідно національної програми вакцинації Філіппін.
8 листопада країна виявила перший в історії випадок варіанту B.1.617.1, який раніше називався варіантом Каппа. Хворим був 32-річний чоловік із Флоридабланки в провінції Пампанга, який переніс легку форму, і на той час вже одужав. Загальнонаціональне впровадження системи рівня небезпеки було повністю реалізовано 22 листопада.
15 грудня на Філіппінах вперше був виявлений варіант Омікрон. Хворими були двоє прибулих з Нігерії та Японії, які прибули на Філіппіни 30 листопада та 1 грудня відповідно. До 28 грудня було виявлено 4 випадки варіанту Омікрон, усі вони прибули з інших країн.

### 2022 рік
15 січня міністерство охорони здоров'я підтвердило, що вже виявлена місцева передача варіанту Омікрон у столичній агломерації. Повідомлялося про дефіцит парацетамолу, інших анальгетиків та інших засобів від грипоподібних хвороб. Міністерство охорони здоров'я та департамент торгівлі стверджували, що дефіциту немає, але департамент торгівлі визнав, що в деяких районах країни тимчасово закінчилися запаси через проблеми з доставкою.
Перші підтверджені випадки субваріанту Омікрон XBB та варіанту XBC були виявлені на Філіппінах 17 жовтня 2022 року.

## Випадки хвороби
Переважну більшість хворих коронавірусною хворобою на Філіппінах складають чоловіки 20—30 років, найбільш постраждалою віковою групою в країні також є особи віком від 20 до 29 років. За повідомленням місцевих засобів масової інформації, найстаршою особою, яка одужала коронавірусної хвороби на Філіппінах (станом на 12 квітня), є 95-річний чоловік з Мандалуйона, найстаршою особою, яка померла від коронавірусної хвороби (станом на 9 квітня), став 94-річний чоловік з Міагао в Західних Вісаях. Наймолодший хворим, який одужав (станом на 30 квітня), був 16-денний хлопчик з Кесон-Сіті, наймолодшим померлим від ускладнень коронавірусної хвороби (станом на 14 квітня) стало 29-денне немовля з провінції Батангас.

### Показники захворюваності

#### Працівники, які безпосередньо беруть участь у боротьбі з епідемією
Станом на 1 жовтня на Філіппінах виявлено позитивний результат на COVID-19 у 9708 медичних працівників. 9048 із них уже одужали, а 61 медичний працівник помер. На початку поширення епідемії смертність серед медичних працівників на Філіппінах була найвищою в Західному Тихоокеанському регіоні ВООЗ.
До жовтня 2020 року вірусом SARS-CoV-2 інфікувалось 6498 філіппінських поліцейських, 1137 військовиків Збройних сил Філіппін, та 160 службовців служби охорони президента країни.

### Повернення осіб із інфікованих регіонів до регіонів без підтверджених випадків хвороби
Повернення жителів місцевостей з високим рівнем захворюваності на коронавірусну хворобу до місць їх народження, де до цього не спостерігалось випадкіх хвороби, призводило до виникнення нових вогнищ хвороби у благополучних по коронавірусній хворобі до цього районах країни.

### Репатріанти
З 453420 філіппінців, які повернулися з-за кордону станом на 16 жовтня, у 449583 підтверджено негативний тест на коронавірус, після чого їх виписали з карантину, а в 9236 підтверджено позитивний тест на коронавірус.

### Філіппінці за кордоном
Міністерство закордонних справ країни постійно надає інформацію про кількість громадян Філіппін за кордоном, які захворіли на COVID-19. Станом на 19 жовтня за кордоном зареєстровано 11152 громадян Філіппін у 81 країні та територіях, у яких підтверджений позитивний тест на COVID-19. Ці дані не враховують даних міністерства оборони Філіппін про випадки хвороби у підпорядкованих йому структурах.

### Підозрілі випадки
Спочатку міністерство охорони здоров'я Філіппін використовувало щодо хворих з підозрою на коронавірусну хворобу термінів «пацієнт під спостереженням» та «особи, які перебувають під наглядом» для уточнення визначення підозрюваних та підтверджених випадків коронавірусної хвороби. Поняття «пацієнт під спостереженням» початково включало осіб, які перед цим відвідували Ухань, проте з 3 лютого міністерство охорони здоров'я країни розширило сферу дії цього терміна, включивши до нього осіб, які перед тим відвідували будь-яку частину Китаю. До групи «осіб, які перебувають під наглядом» відносяться особи без симптомів, у яких є підтверджений контакт з іншою особою з підтвердженим діагнозом COVID-19.
11 квітня міністерство охорони здоров'я країни переглянуло своє визначення терміна «пацієнт під спостереженням», а також терміни «підозрілий» та «ймовірний» випадки. Підозрілі випадки реєструються в осіб, які мають грипоподібні симптоми, та перед цим відвідували райони з місцевою передачею вірусу протягом 14 днів до прояву симптомів хвороби. Хворі з гарячкою, кашлем або задишкою, зокрема старші 60 років, вагітні, хворі з хронічними захворюваннями внутрішніх органів, або медичні працівники також можуть розглядатися як підозрюваний випадок. Хворі, госпіталізовані у зв'язку з важким перебігом хвороби, спричиненим невизначеною хворобою легень, також можна розглядати як підозрюваний випадок. Підозрювані випадки також включають осіб, результати тестування яких були сумнівними, та потребують повторного обстеження в офіційній лабораторії, сертифікованій для визначення ПЛР-тестів.
З часом застосування терміна «особи, які перебувають під наглядом» скасовано. Це аргументувалось тим, що в країні спостерігається значне поширення коронавірусної хвороби, причому все більшого поширення набуває місцева передача вірусу, яка вже переважає в низці районів Філіппін.
На 14 липня в країні було зареєстровано 38 909 підозрюваних випадків (958 ймовірних та 37 951 підозрюваних).

## Медичні заходи

### Алгоритм прийому до лікарні
Міністерство охорони здоров'я Філіппін опублікувало нагадування, що лікарні 2 та 3 рівня не можуть відмовити у прийомі хворих з підозрою або підтвердженням інфікування COVID-19, а відмова в прийомі є порушенням підписаного зобов'язання щодо виконання умов договору і відповідно до цього буде розглянуто філіппінською страховою медичною компанією. Міністерство також повідомило, що хворих із легкою та середньоважкою формами коронавірусної хвороби можуть лікувати в лікарнях 2 і 3 рівня, а хворих з важкою формою хвороби повинні лікувати в трьох спеціалізованих лікарнях, підпорядкованих безпосередньо міністерству охорони здоров'я Філіппін, мережа яких станом на 13 квітня розширилась до 75 лікарень на 3194 ліжок.
16 березня міністерство охорони здоров'я Філіппін повідомило про перегляд протоколу про госпіталізацію пацієнтів із COVID-19. За тиждень до цього міністерство дало рекомендації відправляти як безсимптомних пацієнтів, так і осіб з легкими перебігом хвороби, на домашній карантин, та продовжувати моніторинг їх стану здоров'я до цього часу, поки вони не будуть визнані одужалими. Пріоритет при госпіталізації надається хворим із високим ризиком ускладнень або хворим з важким перебігом хвороби.
У середині 2021 року місто Макаті ініціювало програму лікування легких випадків хвороби вдома, щоб зменшити тиск на лікарні.

### Медикаментозне лікування та розробка вакцин
Філіппіни разом із щонайменше 45 країнами приєднались до дослідження коронавірусної хвороби, організованого ВООЗ, під назвою Дослідження Solidarity, для вивчення ефективності певних препаратів у лікуванні хворих на COVID-19. Доктор Марісса Алехандрія з Філіппінського товариства мікробіології та інфекційних хвороб стала представником Філіппін у дослідженні, разом із заступником секретаря з питань охорони здоров'я Марією Росаріо Вергейре як офіційного представника міністерства охорони здоров'я Філіппінах у цьому дослідженні.
Міністерство науки та технологій Філіппін повідомило, що воно проводить двосторонні дослідження у співпраці з іншими країнами, зокрема Китаєм, Росією, Південною Кореєю, Тайванем та Великою Британією, пов'язаних із розробкою вакцини проти COVID-19. Президент країни Родріго Дутерте оголосив про виплату нагороди кожному, хто створить вакцину проти COVID-19, згодом ця сума зросла до 50 мільйонів філіппінських песо (близько 1 мільйона доларів).
Філіппінська рада з досліджень та розвитку охорони здоров'я при міністерстві охорони здоров'я планує розповсюджувати нерозголошену «функціональну їжу», тоді як прес-секретар президента Гаррі Роке також повідомив, що міністерство охорони здоров'я, Філіппінська загальна лікарня та Університет Атенео де Маніла проводять дослідження разом із медичною школою в Сінгапурі для оцінки доцільності використання лауринової кислоти з кокосової олії, Vitex negundo (відомий у країні як Лаґунді) та молочаю Eirhorbia (відомий як Тава-тава) як дієтичної добавки для допомоги хворим на COVID-19 у лікуванні хвороби. «Функціональна їжа» або «дієтична добавка» може застосовуватися згідно рекомендацій філіппінських лікарів подібно до того, як тава-тава також використовується як засіб проти гарячки денге, яку включають до раціону хворих із підтвердженим лабораторно діагнозом.

### Тестування
На початку епідемії тестування на коронавірус проводилось на Філіппінах лише особам, які відвідували країн із випадками місцевої передачі вірусу, та особам, які мали контакт із особами, підтвердженими COVID-19. Протоколи призначення тестування були переглянуті у середині березня 2020 року, коли до переліку осіб, які підлягали тестуванню, включені хворі з важкими респіраторними симптомами, а також літні особи, вагітні та особи із ослабленим імунітетом навіть з легкими симптомами хвороби. З 30 березня до осіб, які підлягають тестуванню, включені також медичні працівники з ознаками респіраторної інфекції.
Під час брифінгу для преси 19 травня прес-секретар президента країни Гаррі Роке повідомив, що особами, які мають пройти тестування в рамках «розширеного цільового тестування» за розпорядженням уряду, є: «(1) усі особи з симптомами респіраторної інфекції, (2) усі громадяни, які прибули з-за кордону, (3) усі ті, хто мав близькі контакти з підтвердженими випадками хвороби, які були виявлені шляхом відстеження контактів, та (4) всі ті, хто отримав позитивні результати швидких тестів на COVID-19». Уряд також вирішив провести масове тестування населення для встановлення контрольних показників захворюваності, протестувавши 1—2 % всього населення Філіппін та 10—12 % в епіцентрі хвороби в країні, який знаходиться в Манільській агломерації.
Наприкінці березня частина політиків високого рівня та їх родичі були протестовані на наявність коронавірусу, попри відсутність симптомів, що спричинило загальне невдоволення населення у зв'язку з нестачею наборів для тестування для простих хворих, окрім цього це суперечило рекомендаціям міністерства охорони здоров'я щодо тестування безсимптомних осіб. Міністерство відповіло, що, хоча не існує політики VIP-лікування щодо тестування на COVID-19, і що всі зразки обробляються за принципом черговості поступлення, проте тестування дотримується принципу пошани до вищих державних службовців, зокрема тих, хто займається питаннями національної безпеки та охорони здоров'я. Деякі філіппінські сенатори, яким проводили тестування на початку епідемії, стверджували, що їм проводили обстеження швидкими тестами на COVID-19, не акредитовані міністерством охорони здоров'я на той час.
24 січня 2021 року, отримавши підтримку від національного уряду, Філіппінський Червоний Хрест повідомив, що 25 січня розпочне проведення тестів на COVID-19 із застосуванням зразків слини.

#### Кількість тестувань
У липні 2020 року в країні працювало 85 клінічних лабораторій, у яких щодня проводилося 25 тисяч тестувань на коронавірус. Станом на вересень 2020 року в країні проведено понад 3 мільйони тестів.
Станом на 9 березня 2020 року в країні проведено загалом 2 тисячі тестів, за добу в країні проводилось від 200 до 250 тестів. Потужність лабораторій для тестування на коронавірус на Філіппінах значно розширились до кінця березня 2020 року. Станом на 23 березня Науково-дослідний інститут тропічної медицини у Мунтінлупі може проводити 600 тестувань на день, інші лабораторії могли зробити 100 тестів на день, крім лабораторії в лікарні Сан-Лазаро в Манілі, яка могла зробити 50 тестів на день. До 27 березня оприлюднення результатів тестувань, проведених у Науково-дослідному інституті тропічної медицини, тривало від 5 до 7 днів у зв'язку з великим завантаженням, але інститут робив зусилля задля скорочення часу видачі результатів до двох-трьох днів. Міністерство охорони здоров'я Філіппін повідомило, що 14 квітня у країні буде проведене цілеспрямоване масове тестування, яке проводитиметься виключно для осіб з високою сприйнятливістю до інфекцій, хворих з підозрою на коронавірусну інфекцію, та осіб з високим ризиком, таких як медичні працівники, вагітні, та пацієнти з важкими хронічними хворобами. Обсяги тестування в країні постійно збільшувались, за винятком періоду, коли інститут тропічної медицини тимчасово скорочував обсяги діяльності з 20 по 24 квітня після того, як 43 його співробітники отримали позитивний результат на коронавірус.
Філіппіни мають можливість проводити масові обстеження на коронавірус як за допомогою ПЛР, так і швидких тестів на антитіла до коронавірусу, враховуючи збільшення кількості та покращення спроможності акредитованих лабораторій країни та закупівлю нових наборів для тестування. Перші локальні цілеспрямовані масові тестування розпочалися у місті Валенсуела, яке знаходиться в Манільській агломерації, 11 квітня. Інші місцеві адміністративно-територіальні одиниці наслідували цей приклад незабаром після прийняття міжурядовою оперативною групою з питань нових інфекційних хвороб резолюції, згідно якої розпочинається реагування на COVID-19 влади, основну роботу якого мають робити місцеві органи самоврядування з орієнтацією на місцеве населення.

#### Набори для тестування
Адміністрація з контролю продуктів і медикаментів Філіппін станом на 30 липня схвалила використання 75 наборів для тестування ПЛР (включаючи один набір, розроблений у країні), 79 наборів для швидкого тестування на антитіла, 53 наборів для тестування на імунологічні проби, та 7 інших наборів для тестування.
Набір для ПЛР-тестування, розроблений на Філіппінах, створений ученими Національного інституту охорони здоров'я при Університеті Філіппін в Манілі, та в 6 разів дешевший за закордонні аналоги. Уперше його схвалила для застосування адміністрація з контролю за продуктами та ліками Філіппін ще на початкових етапах епідемії в країні, проте частина наборів відкликана в травні його виробником, оскільки встановлено, що тестування з використанням цих наборів на той час давало невизначені результати у 30 % тестувань. За місяць цей набір для тестування був повторно схвалений до застосування після усунення його недоліків.

#### Заклади для проведення тестування
До 30 січня в країні не було медичних закладів, в яких можна було б провести тестування на новий коронавірус. До цієї дати національний інститут тропічної медицини провів попередні тести в осіб з підозрою на нову коронавірусну хворобу, для визначення інфікування коронавірусною інфекцією, проте діагностичні можливості на той день не давали можливості ідентифікувати новий коронавірус. зразки біоматеріалу від хворих з підозрою на коронавірусну хворобу направлялися у референс-лабораторію австралійського штату Вікторія в Мельбурні для підтверджуючого тестування спеціально на SARS-CoV-2.
Національна робоча група для COVID-19 створила цільову групу T3 (Тестування, відстеження та лікування) для встановлення державно-приватних партнерств, які проводили б масові тестування на коронавірус. Ця група назвала корпорацію «Сан-Мігель» першопрохідцем у процесі відкриття своєї лабораторії для тестування на COVID-19, після того, як вона спочатку провела тестування всіх своїх 70 тисяч співробітників. Станом на 24 серпня в країні працює 110 субнаціональних лабораторій, здатних виявити SARS-CoV-2.

#### Запізнення отримання результатів тестувань
З 29 травня по 17 червня міністерство охорони здоров'я країни повідомило про випадки затримки результатів тестувань, які зазвичай називали «запізнілими випадками», або випадки, підтверджені епідеміологічними відділами більш ніж чотири дні після первинного оприлюднення результатів тестів. Повідомлено про пізнє виявлення випадку, одночасно із новими випадками або «новими випадками», які є випадками, що були підтверджені за три дні до оприлюднення результатів тестування. Ця зміна була впроваджена міністерством охорони здоров'я для пояснення раптового збільшення випадків хвороби в країні. Найбільше на той час збільшення кількості підтверджених випадків у країні з урахуванням відставання було наприкінці червня 2020 року, коли було повідомлено про 2434 нові випадки хвороби. 1147 із цих випадків — це випадки щойно підтверджених тестувань, а решта 1287 — випадки, результат яких прийшов із запізненням. Це перевищувало показники відставання наприкінці травня 2020 року, коли за даними статистики, 1000 із 1046 випадків відносились до випадків, результати який прийшли із затримкою.

### Вакцинація

#### Постачання
Уряд Філіппін проводив переговори з різними іноземними виробниками вакцин, щоб забезпечити постачання країни вакциною проти COVID-19. До цих виробників належали «Sinovac Biotech» (КНР), Науково-дослідний інститут імені Гамалії (Росія), «Moderna» (США) і «Pfizer» (США). Приватний сектор із дозволу уряду отримав щонайменше 2,6 мільйона доз вакцини від британсько-шведського виробника «AstraZeneca». Також тривали переговори з американською фірмою «Novavax», яка мала поставити щонайменше 10 мільйонів доз вакцини, виготовлених в Інституті сироватки крові Індії. У 2021 році очікувалося постачання щонайменше 164 мільйонів доз вакцини від різних виробників.
Заходи уряду країни щодо закупівель вакцини були предметом різноманітних суперечок. Стверджувалося, що міністр охорони здоров'я Франсіско Дуке «впустив м'яч» в угоді про постачання вакцини Pfizer, яка могла забезпечити 10 мільйонів доз вже до січня 2021 року. Плани отримати 26 мільйонів доз від китайської компанії «Sinovac» також розглядалися в Конгресі через побоювання про її неефективність. Останні дослідження вакцини «Sinovac» у Бразилії показали її ефективність лише на 50 %. У Сенаті були побоювання, що 50-відсотковий показник ефективності вакцини не заслужить довіри громадськості, та буде марною тратою державних коштів. У міністерстві охорони здоров'я заявили, що вакцина «Sinovac» відповідає стандартам Всесвітньої організації охорони здоров'я щодо рівня ефективності щонайменше на 50 %, тоді як FDA зазначила, що компанія «Sinovac» ще не опублікувала офіційний та опублікований науковий звіт про рівень ефективності своїх вакцин і що клінічне дослідження вакцини проводиться в різних країнах, і рівень ефективності для кожної країни буде різним; зокрема в Бразилії він складав 50 %, а Туреччині був на рівні 90 %.

#### Схвалення і застосування
2 грудня 2020 року президент Родріго Дутерте підписав указ, який дозволяє Управлінню з контролю за якістю харчових продуктів і лікувальних засобів надати дозвіл на екстрене використання вакцин і засобів лікування COVID-19. За певних умов вакцини та ліки можуть бути схвалені протягом місяця замість проходження звичайного шестимісячного процесу перевірки. Серед умов є отримання виробником вакцин попереднього екстреного схвалення в країні походження або в інших країнах із «розвиненим» регулятором. Філіппінське управління з контролю за лікарськими препаратами повідомило, що 3 виробники вакцин, а саме «Pfizer», «AstraZeneca» та «Sinovac Biotech», запитали про процес отримання екстреного схвалення на Філіппінах. 23 грудня компанія «Pfizer» подала заявку на екстрене схвалення для своєї вакцини.
У грудні 2020 року Дутерте також заявив, що деякі військовослужбовці вже отримали вакцину проти COVID-19 від китайського виробника «Sinopharm», попри те, що вакцина ще офіційно не схвалена органами охорони здоров'я країни. Через кілька днів було повідомлено, що деякі працівники президентської служби безпеки також отримали вакцину від невідомого виробника.

## Урядові заходи

### Загальнодержавні заходи
16 березня 2020 року уряд Філіппін на підставі Прокламації No 929, підписаної президентом Родріго Дутерте, оголосив надзвичайний стан на всій території країни. Протягом шести місяців вводяться наступні заходи:
- контроль цін на основні потреби та товари,
- надання безвідсоткових позик,
- розподіл фонду для боротьби із надзвичайними ситуаціями,
- безперешкодне ввезення та отримання гуманітарної допомоги,
- надбавка за роботу в небезпечних умовах для медичних працівників та державного персоналу в галузі науки і техніки.

#### Зміни в законодавстві
Після різкого збільшення кількості підтверджених випадків хвороби президент Родріго Дутерте закликав Конгрес Філіппін провести спеціальну сесію 23 березня, щоб прийняти поданий за ініціативою президента закон про боротьбу з епідемією коронавірусної хвороби, що дозволить президенту провести перерозподіл бюджету сумою майже 275 мільярдів песо (5,37 мільярдів доларів) з передбачуваних 438 мільярдів песо (8,55 мільярдів доларів) бюджету, затвердженого на 2020 рік, направлених на боротьбу з епідемією хвороби.
У нижній палаті законодавчих зборів країни — Палаті представників, законопроєкт був внесений під № 6616 особисто головою та заступником голови палати депутатів. У верхній палаті — Сенаті Філіппін, законопроєкт був внесений під № 1418, який внесли президент Сенату Тіто Сотто та сенатор Піа Каєтано. У нижній палаті законопроєкт прийнято 284 голосами «за» при 9 голосах «проти», у верхній палаті закон прийнято одноголосно. Президент Дутерте підписав цей законопроєкт 25 березня. Закон діяв протягом трьох місяців до 25 червня завдяки фінансовому забезпеченню його дії. Пізніше вирішено прийняти новий закон про надзвичайні заходи з боротьби з епідемією коронавірусної хвороби, який схвалив парламент 20 серпня, та підписав президент 11 вересня. Новий закон президент Дутерте підписав 11 вересня.

### Введення карантинних заходів
Уряд Філіппін запроваджував різний рівень карантинних заходів, від локдауну до заклику «залишатися вдома» в усіх підрозділах місцевого самоврядування країни, що отримав назву «суспільний карантин». Найсуворіший із цих заходів названий посиленим суспільним карантином. У регіонах введені низка обмежень на різні аспекти суспільного життя, зокрема обмеження руху громадського транспорту, масових зібрань, та діяльності закладів та підприємств.
У вересні 2021 року уряд запровадив систему рівня оповіщення (ALS) із пілотним впровадженням системи в метро Маніла, починаючи з 16 вересня 2021 року. Ця система оповіщення призначено для заміни старої системи карантину, яка все ще використовується за межами столичного округу до остаточного загальнонаціонального прийняття нової системи оповіщення. Заходи на певній території залежатимуть від переважаючого рівня небезпеки. Ця система попередження має 5 рівнів, причому рівень тривоги 1 є найменшим, а рівень тривоги 5 – найбільшим. 20 жовтня 2021 року охоплення новою системою було розширено, з охопленням місцевих адміністративних одиниць у регіонах Калабарзон, Центральні Вісайські острови та Давао. 22 листопада нова система вже була прийнята у всіх місцевих територіальних громадах.

### Обмеження транспортного сполучення
З березня 2020 року в'їзд іноземних громадян до Філіппін заборонено, за незначною кількістю винятків. 19 березня видача віз усім іноземним громадянам була припинена, а всі вже видані візи анульовані, крім тих, що видані членам сімей громадян Філіппін, які залишились чинними. За три дні заборона на виїзд була введена для всіх іноземних громадян, крім подружжя і дітей філіппінських громадян, а також працівників міжнародних організацій та неурядових організацій, акредитованих у країні.

### Міжнародна допомога

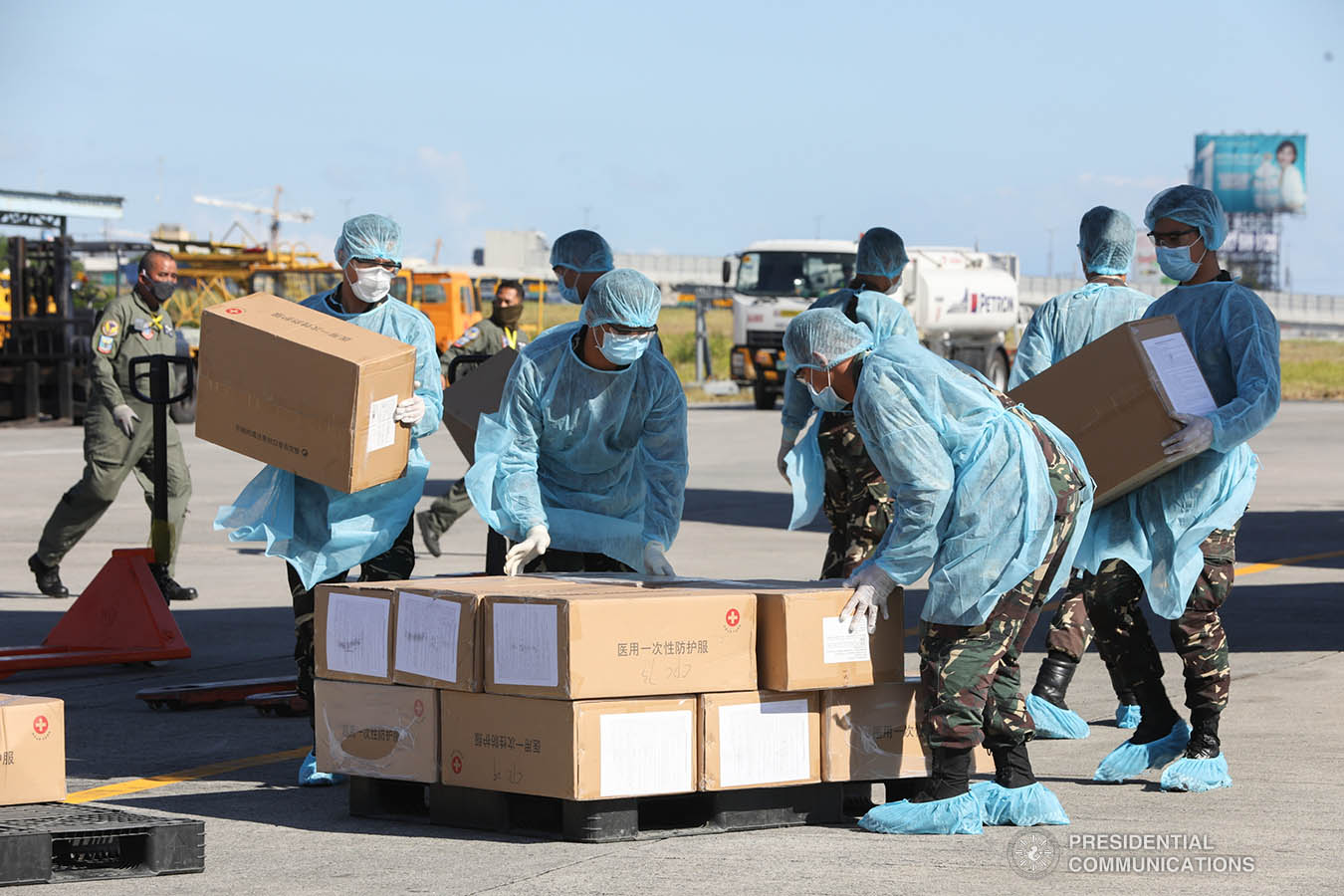
Медична допомога з Китаю, яку отримують військові на авіабазі Вілламор 21 березня

Уряди Китаю та США пообіцяли підтримати заходи уряду Філіппін у боротьбі з поширенням коронавірусної хвороби. Китай повідомив, що подарує Філіппінам медичні витратні матеріали, включно 100 тисяч наборів для тестування, 100 тисяч хірургічних масок, 10 тисяч масок N95 та 10 тисяч комплектів засобів індивідуального захисту. Агентство США з міжнародного розвитку також зобов'язалося надати 2,7 мільйонів доларів допомоги для надання Філіппінам можливості проводити адекватне та достовірне тестування на коронавірус, а також забезпечити доступність медичних поставок за принципом доставки необхідного обладнання безпосередньо на робоче місце. Допомога від Китаю була отримана 21 березня 2020 року.
22 березня представники міністерства охорони здоров'я Філіппін повідомив, що Філіппіни отримають допомогу від Сінгапуру, що складається з 3 тисяч наборів для тестування та апарату для проведення полімеразної ланцюгової реакції. На початку квітня 2020 року міністерство охорони здоров'я повідомило, що отримало від Брунею 20 наборів для тестування, якими можна провести 1000 тестувань. У травні 2020 року Об'єднані Арабські Емірати надали Філіппінам медикаменти для лікування коронавірусної хвороби. До поставки в США вакцин Johnson & Johnson Філіппіни отримали більше 7 мільйонів доз вакцини через COVAX Advance Market Commitment, глобальну ініціативу для підтримки справедливого доступу до вакцин проти COVID-19.
28 березня повідомлено, що деякі тестові набори, виготовлені в Китаї, були точними лише на 40 % при тестуванні осіб із підозрою COVID-19. Ці набори для тестування подарував країні приватний фонд.
20 липня 2021 року повідомлено, що США доставили на Філіппіни загалом 3240850 доз одноразової вакцини «Johnson & Johnson» у рамках своїх всесвітніх заходів, спрямованих на подолання COVID-19. Це перший випадок, коли Філіппіни отримали вакцину «Johnson & Johnson» – безпечну, надійну та просту у зберіганні вакцину, яка широко використовується в США. На липень 2021 року загальна допомога Філіппінам у боротьбі з COVID-19 урядом США становила понад 1,38 27,5 мільйонів доларів.

## Перехід до ендемічної фази
У лютому 2022 року міністерство охорони здоров'я Філіппін почало переходити до ендемічної фази COVID-19, попри застереження ВООЗ про те, що такий крок може бути занадто поспішним. Під час брифінгу для засобів масової інформації заступник міністра охорони здоров'я Марія Розаріо Вергейре заявила, що «перехід до ендемічного стану щодо COVID-19 не означає, що уряд припинить своє втручання або навіть скасує мінімальні протоколи охорони здоров'я, такі як масковий режим, фізичне дистанціювання та санітарна обробка рук». Виконуючий обов'язки представника ВООЗ на Філіппінах Раджендра Ядав заявив, що, хоча постійне падіння кількості нових випадків є «обнадійливим», країна повинна бути обережною, виходячи з того, що ще триває активна фаза пандемії.
У вересні 2022 року на Філіппінах скасували обов'язкове використання масок на відкритому повітрі, а наступного місяця — обов'язкове використання масок у приміщеннях, залишивши їх лише в медичних установах, громадському транспорті та медичному транспорті.

## Вплив на економіку

### Економічні показники

Зниження яскравості нічного світла в районі Великої Маніли під час пандемії COVID-19 (1 березня — 30 червня 2020 р.) Показано мінімізовану економічну активність.

Національне агентство з питань економіки та розвитку Філіппін переглянуло свій прогноз зростання економіки Філіппін в 2020 році з 6,5 % до 7,5 % валового внутрішнього продукту, а ВВП, зареєстрованого наприкінці 2019 року з 5,5 % до 6,5 % зростання після пандемії. Агентство посилається на зниження сектору послуг, особливо туризму. Moody's Analytics також зменшила прогноз зростання ВВП для країни з 5,9 % у 2019 році до 4,9 % після пандемії. У той же час агентство Nomura Holdings дало прогноз щодо зростання економіки Філіппін лише на 1,6 %, тоді як Міжнародний валютний фонд дав прогноз на зростання на 2020 рік на 0,6 %, і зростання на 7,6 % у 2021 році.
Керівник Центрального банку Філіппін Бенджамін Діокно та тодішній генеральний директор національного агентства з питань економіки і розвитку Ернесто Пернія прогнозували, що філіппінська економіка, ймовірно, вступить у рецесію в 2020 році унаслідок пандемії коронавірусної хвороби. Діокно заявив, що, хоча в першому квартал, ймовірно, зросте на 3 %, оскільки посилений суспільний карантин на острові Лусон набув чинності лише наприкінці кварталу, у другому та третьому кварталі, наймовірніше, буде спостерігатися спаду економічних показників.
Реальний ВВП Філіппін скоротився на 0,2 % у першому кварталі 2020 року, що стало першим скороченням з четвертого кварталу 1998 року, за рік після азійської фінансової кризи, про що технічно буде оголошено наприкінці 2020 року. Проте Центральний банк Філіппін зафіксував рівень інфляції у квітні на рівні 2,2 % та 2,5 % у березні порівняно з 2,6 % у лютому та 2,9 % у січні. Середня ставка 2,6 % за період з січня по квітень 2020 року також на 1 % нижча порівняно з рівнем інфляції за той самий період попереднього року. Це головним чином спричинено зниженням цін на нафту та зменшенням транспортних витрат, попри те, що ціни на продовольчі товари, алкогольні напої та тютюн дещо зросли.
За даними національного агентства з питань економіки та розвитку, економічні втрати Філіппін від пандемії можуть становити 2 трильйони песо, що еквівалентно приблизно 9,4 % від номінального ВВП на 2020 рік, Філіппінський інститут з дослідження проблем розвитку дав оцінку втрат ВВП оцінки у 2,5 трильйона песо. Міжнародні організації також дали свої прогнози, зокрема Фонд Фрідріха Науманна спрогнозував економічні втрати для країни в 273 мільярдів песо, а організація «Europe Solidaire Sans Frontières» передбачає загальні втрати більш ніж 1 трильйон песо лише за квітень.
Пандемія також вплинула на намагання Філіппін потрапити до країн із статусом країни із середнім рівнем доходу за номінальним доходом на душу населення. Перед відставкою голова національного агентства з питань економіки та розвитку Ернесто Пернія заявив, що країна досягне цієї мети до кінця 2020 року, а його заступник, виконуючий обов'язки генерального директора агентства Карл Кендрік Чуа, у травні 2020 року заявив, що ця мета буде досягнута в 2022 році. Даніель Росс з агентства «Bloomberg» також заявив, що Філіппіни, які є «економічної зіркою, готовою випереджати давні регіональні лідери, такі як Китай, Індонезія та Індія», зіткнуться з перешкодами, спричиненими пандемією COVID-19.
9 березня 2020 року індекс Філіппінської фондової біржі (PSE) втратив 457,77 пунктів або 6,76 %, що було найсильнішим падінням після фінансової кризи 2007—2008 років. Наступного дня акції впали на 6,23 % до 5957,35 (117,54 доларів США), розташовуючись нижче рівня відліку 6000 і з виходом на тренд ведмежого ринку. Найбільше постраждали гірничодобувна та нафтова промисловість із падінням на 9,05 %, далі йшли холдингові компанії із падінням на 6,93 %. Механізм автоматичного вимикача фондової біржі був застосований вдруге з моменту введення заходу в 2008 році, зупинивши торгівлю на 15 хвилин.

### Зайнятість населення
Філіппінське статистичне агентство зафіксувало прогнозований рівень безробіття в січні 2020 року на рівні 5,3 %, який рівний цьому ж показнику в січні 2019 року. Moody's Analytics початково оцінив рівень безробіття за І квартал 2020 року у 5,3 %, тоді як Nomura Holdings прогнозував рівень безробіття у 7,5 % у І кварталі та 13-річний максимум у 8 % у II кварталі 2020 року. МВФ повідомив, що рівень безробіття в країні складе 6,2 % у 2020 році порівняно з 5,1 % у 2019 році. Вищий показник на 6,8 % на 2020 рік також прогнозувало агентство S&P Global Ratings.
За оцінками Конгресу профспілок Філіппін, близько 7 тисяч осіб можуть втратити роботу в першій половині 2020 року унаслідок пандемії коронавірусної хвороби. Економісти з Університету Атенео де Маніла підрахували, що до кінця першого кварталу 2020 року 57 % робочої сили країни може поміняти місцевість, у якій вони працюють. У цей час близько 15 мільйонів робітників можуть бути звільнені на Лусоні, через посилений суспільний карантин, близько 4 мільйонів з них працювали в Манільській агломерації, а також за оцінками, 4,3 мільйони робітників у Вісаях та ще 4,3 мільйона на Мінданао можуть бути звільнені через карантинні обмеження.
У березні департамент праці та зайнятості Філіппін заявив, що 1,05 мільйона працівників вимушені були змінити місце проживання у зв'язку з пандемією, навіть після того, як департамент опублікував рекомендації для роботодавців щодо боротьби з наслідками COVID-19.
Унаслідок пандемії значно постраждали більшість філіппінських авіакомпаній, у зв'язку з обмеженням авіасполучення для сповільнення поширення коронавірусної хвороби, як місцевого сполучення, так і міжнародних авіакомпаній.
Частина компаній з Німеччини, які мають філії на Філіппінах, також повідомили про зменшення інвестицій в країну, хоча вони будуть продовжувати утримувати своїх працівників.
На початку 2021 року надходили повідомлення про те, що деякі роботодавці вимагали від своїх працівників пройти вакцинацію, перш ніж дозволити їм фізично з'явитися на роботу, а деяким працівникам погрожували перевести на непостійне місце роботи, якщо вони не зможуть виконати цю вимогу. Міністерство праці та зайнятості країни оприлюднило заяву про те, що така практика є незаконною, і працівники повинні бути вакциновані лише на добровільній основі.
Початок пандемії COVID-19 непропорційно вплинув на зайнятість жінок, але попередні зусилля Філіппін, спрямовані на зменшення гендерної нерівності, пом'якшили негативний вплив на зайнятість жінок і можливості навчання.

### Сфера обслуговування та постачання продуктів харчування

#### Послуги
За розпорядженнями уряду Філіппін кілька мереж швидкого харчування та ресторанів припинили сервіс усередині закладів та обмежили вивезення та доставку своєї продукції. Після посиленого карантину на острові Лусон послуги з онлайн-замовлення їжі, такі як «GrabFood» та «Foodpanda», призупинили свою діяльність, але з часом відновили роботу під час карантину в Лусоні.
Частина ресторанів та кав'ярень на всій території країні пропонували безкоштовну їжу та напої особам, які займаються боротьбою з епідемією коронавірусної хвороби, особливо медичним працівникам.

#### Виробництво та постачання
Виробництво та постачання продуктів харчування сповільнилося під час пандемії, особливо на острові Лусон, переважно у зв'язку з відсутністю фінансового забезпечення та недоступність транспорту внаслідок карантинних заходів у населених пунктах, які запроваджені більшістю місцевих органів влади. Доставка свіжих овочів з провінції Бенге, яка забезпечує країну понад 80 % потреби країни в овочах, вирощених на високогірних плантаціях, була зупинена через введення надзвичайно посиленого карантину в місті Тринідад. Місцеві урядовці порадили місцевим фермерам, які вирощують рис, продавати врожай державі, запевняючи, що вони допоможуть розподілити його по місцевих громадах на тлі обмеження постачання товарів з-за меж провінції.
27 березня В'єтнам повідомив, що зменшить виробництво та експорт рису у зв'язку із запровадженням додаткових заходів продовольчої безпеки на тлі пандемії коронавірусної хвороби. Філіппіни, які є найбільшим імпортером рису у світі, імпортують 25 % свого рису з В'єтнаму. Міністр сільського господарства Вільям Дар запевнив, що не буде нестачі основного продукту харчування під час посиленого суспільного карантину та пізніше, оскільки врожай вже надходить до споживачів. Міністр також повідомив про плани міністерства розпочати ранню посадку рису в Долині Кагаян та Центральному Лусоні, двох найбільших виробниках рису в країні, перед початком третього кварталу 2020 року.
На виробництво рибних консервів у країні негативно вплинуло рішення міста Замбоанга, на яке припадає 85 рибної промисловості країни, яке оголосило, що в ньому зменшиться виробництво рибних консервів на 50–60 % через труднощі, що виникли після запровадження загальноміського локдауну.

### Азартні ігри
Філіппінська корпорація розваг та ігор призупинила роботу всіх ігрових закладів у країні, в тому числі наземних казино в містах розваг та в Ньюпорт-Сіті, 15 березня регулятор ігрового бізнесу Філіппін також повідомив, що обмежена робота в регіоні Філіппінського офшорного ігрового оператора. Під час пандемії через соціальні мережі поширились незаконні азартні ігри, які проводяться в Інтернеті. Філіппінська корпорація розваг та ігор має на меті регулювати діяльність операторів азартних ігор в Інтернеті як частину зусиль, спрямованих на розширення джерел оподаткування.

### Дефіцит медичного обладнання
З різних частин країни надходили повідомлення про дефіцит медичних масок у зв'язку зі страхом поширення коронавірусної хвороби. Директор Науково-дослідного інституту тропічної медицини Селія Карлос закликала громадськість проти спекуляції масками, та закликала владу забезпечити достатню кількість медичних працівників, які безпосередньо надають допомогу хворим з підозрою або підтвердженим випадком COVID-19. Міністерство торгівлі та промисловості Філіппін у співпраці з національною поліцією Філіппін також розпочало боротьбу зі спекуляцією медичними масками та завищенням ціни на маски та інші медичні товари. Міністерство також дало завдання філіппінській міжнародній торговій корпорації забезпечити імпорт 5 мільйонів масок з-за кордону. Єдиний у країні виробник медичних масок «Medtecs International Corp. Ltd.» зобов'язалася постачати маски державним структурам через міністерство торгівлі та промисловості.
Філіппінські медичні працівники висловлювали невдоволення у зв'язку з дефіцитом засобів індивідуального захисту в країні під час епідемії, що названо причиною високого рівня інфікування та смертності медичних працівників у країні. Задля усунення дефіциту уряд Філіппін продовжує закуповувати та робити запаси медичного обладнання, оскільки пандемія, як очікується, триватиме й у 2021 року. За словами заступника міністра охорони здоров'я Марії Росаріо Вергейре, країна також видала запити на закупку апаратів штучної вентиляції легень та апаратів для ендотрахеальної інтубації легень, які застосовуються у хворих з важкими або критичним перебігом COVID-19, оскільки повідомляється про дефіцит цих апаратів.

### Роздрібна торгівля
За даними Філіппінської асоціації роздрібних торговців, у країні зафіксувало зниження обсягів роздрібної торгівлі на 30–50 %. Найбільший рітейлер у країні «SM Investments» зафіксував зниження продажів у своїй мережі на 10–20 %. Незважаючи на зниження попиту, більшість роздрібних магазинів, які торгують життєво необхідними товарами, включно супермаркети, міні-магазини, господарські магазини та аптеки, продовжували працювати по всій країні для забезпечення потреб населення, тоді як інші заклади в торгових центрах закрилися. Проте в цих магазинах запроваджено суворі заходи соціального дистанціювання, в частині супермаркетів дозволяють одночасно входити до 50 відвідувачів, на підлозі магазинів наклеюються вказівники для попередження, що покупці повинні стояти на відстані одного метра один від одного. Також у магазини регулярно проводилась дезінфекція, і перед входом відвідувачам вимірювали температуру тіла. У Великій Манілі кілька інтернет-магазинів продовжували працювати, проте кількість точок доставки була обмежена. Після закінчення двомісячного строгого карантину, коли більшість підприємств у країні було закрито, багатьом магазинам роздрібної торгівлі дозволено відкриватись згідно з переглянутими правилами полегшеного карантину в регіонах країни.
Широкого поширення по всій території країни набули панічні покупки та накопичення життєво важливих товарів про запас, зокрема продуктів та засобів санітарії й гігієни. Асоціація супермаркетів Філіппін повідомила, що по всій країні значно зросли покупки масок, алкоголю та засобів особистої гігієни в супермаркетах, та закликала всіх жителів країни не здійснювати панічних покупок.
Економічний аналітичний центр «Fitch Solutions» прогнозував, що споживча та роздрібна торгівля, особливо торгівля товарами не першої необхідності, будуть одним із найбільш постраждалих секторів економіки на Філіппінах, оскільки вона втрачає дохід від продажу протягом цілого місяця через посилений карантин на Лусоні, на якому розміщено 73 % ВВП країни. «Fitch Solutions» також прогнозував, що видатки на кінцеве споживання домогосподарств у країні в 2020 році збільшаться на 6,7 % у порівнянні з попереднім роком, що коригувалось на основі «прогнозування до коронавірусу» на 2020 рік із 7 % приростом за рік.
Найбільші мережі торгових центрів Філіппін, зокрема «Ayala», «Megaworld», «SM», «Robinsons» та «Vista», на початку епідемії скоротили робочий час своїх торгових центрів, щоб виконати умови урядових карантинних заходів. При цьому торгові центри просили вживати заходів соціального дистанціювання; наприклад, кілька торгових центрів застосовували в своїх кінотеатрах політику «порожнього сидіння», за якою глядачі кінотеатрів повинні були сидіти на певній відстані один від одного. Проте в період епідемії більшість торгових центрів країни обмежили свою діяльність лише відкриттям торгових точок з продажу життєво необхідних товарів, зокрема продовольчих товарів, філій банків, та будівельних магазинів.

### Авіаперевезення
Місцеві авіалінії «AirAsia», «Philippine Airlines» та «Cebu Pacific» призупинили авіарейси після введення заборони на авіасполучення урядом Філіппін та урядами кількох інших країн. Авіакомпанії припинили рейси вже 2 лютого 2020 року, в першу чергу призупинили авіасполучення з Китаєм, Гонконгом та Макао. Зокрема, авіакомпанія «Philippine Airlines» призупинила всі свої авіарейси з березня 2020 року, хоча авіакомпанія повідомила про плани відновлення частини рейсів після 1 червня 2020 року.

## Вплив на суспільство

### Перепис населення
Перепис населення та житла на Філіппінах 2020 року був спочатку запланований на травень, проте його проведення було відкладене на невизначений термін у зв'язку зі значним зростанням кількості випадків коронавірусної хвороби в країні. У зв'язку з полегшенням карантинних заходів управління статистики Філіппін почало проводити перепис населення у вересні, попри ризик інфікування переписників.

### Освіта

#### 2019—2020 навчальний рік
Призупинення занять в усіх навчальних закладах у зв'язку з початком пандемії COVID-19 розпочалося ще в березні 2020 року. 16 березня міністерство освіти видало вказівки, які забороняють державним школам у районах, де призупинено заняття у школах, проводити випускні іспити, а замість цього вираховувати підсумкові оцінки учнів за 2019–20 навчальний рік на основі їхнього поточного академічного стану, та наказав школам в інших районах проводити випускні іспити протягом наступного тижня на «розподіленій основі», а вчителям та студентам наказано дотримуватися заходів соціального дистанціювання.
Частина навчальних закладів розпочали запроваджувати онлайн-навчання. Комісія з вищої освіти також радила вищим навчальним закладам перейти до дистанційного навчання для своїх студентів, щоб закінчити навчальний рік вчасно, не зважаючи на призупинення очних занять. Проте після оголошення строгого карантину на Лусоні та інших районах, коледжі та університети припинили онлайн-навчання для унеможливлення захворювання своїх студентів, викладачів та персоналу, та збереження їх здоров'я. Офіс міністерства освіти продовжував працювати, проте зі значним скороченням персоналу, більша частина коледжів та університетів працювали дистанційно через платформи онлайн-навчання. Частина навчальних закладів продовжували проводити онлайн-заняття, у зв'язку з чим декілька студентських груп звернулись до міністерства освіти з вимогою припинити обов'язкові онлайн-заняття з урахуванням логістичних обмежень та задля збереження здоров'я більшості студентів. З часом заняття в освітніх закладах усіх рівнях по всій країні були припинені у зв'язку з поширенням хвороби. Святкування випуску зі шкіл країни також були скасовані, відкладені або проведені у віртуальному вигляді. Проте тривалий час не було вирішено питання переведення учнів у вищі класи, та зарахування випускників шкіл до вищих навчальних закладів.

#### 2020—2021 навчальний рік
Офіційно початок занять у 2020—2021 навчальному році мав відбутися не пізніше останнього дня серпня. Однак, згідно прийнятого законодавчого акту № 11480 прийнято рішення, що дозволяє розпочати заняття в школах пізніше. Міністерство освіти перенесло початок навчального року на 5 жовтня 2020 року. До цього в червні чиновники міністерства заявляли, що школи не відкриватимуться до цього часу, поки не з'явиться вакцина проти COVID-19, а дистанційне навчання має відновитись наприкінці серпня. Частина експертів рекомендувала для запобігання поширення коронавірусної хвороби перенести початок занять у школах на грудень.
Міністерство освіти залишив рішення про початок навчання у коледжах їх керівництву, хоча закликало їх перейти на новий семестральний календар і розпочати «гнучкі заняття» в серпні та очні заняття також у вересні. Після початку занять у приміщеннях навчальних закладів рекомендовано вжити низку заходів, зокрема проведення теле- та радіоуроків, обов'язкове одягання маски під час занять, дотримання соціальної дистанції та обмеження кількості учнів у одному класі.

#### Повторний дозвіл на очні заняття
За даними ЮНІСЕФ, Філіппіни є однією з останніх країн, які знову дозволили проведення очних занять, а Венесуела – єдина країна, яка дозволила проведення занять у прямому ефірі. 5 листопада 2021 року міністерство освіти дозволив коледжам проводити очні заняття при 50-відсотковій місткості в кампусах у населених пунктах при рівні небезпеки 2 за певних умов, таких як високий рівень вакцинації серед студентів і викладачів і пристосування аудиторій. Міністерство освіти також мало намір провести пілотний запуск очних занять у 100 державних школах, починаючи з 15 листопада 2021 року. Також міністерство мало провести пілотний запуск очних занять у 20 приватних школах з 22 листопада 2021 року.

### Туризм
Туристична адміністрація країни повідомила, що пандемія коронавірусної хвороби спричинить щомісячну втрату доходів від туризму на Філіппінах у розмірі 22,7 мільярдів песо (448 мільйонів доларів США), а вплив пандемії може тривати близько п'яти-шести місяців на основі минулого досвіду з епідеміями ГРВІ, грипу H1N1 та спалаху MERS. За два місяці скасовано понад 5200 рейсів, які обслуговувались авіакомпаніями — членами Асоціації авіаперевізників Філіппін. Азійський банк розвитку прогнозує збитки туристичного сектору країни на 111 мільярдів песо (2,2 мільярдів доларів), Конгрес туризму Філіппін оцінює втрати галузі в 20 мільярдів песо (395 мільйонів доларів). Враховуючи, що 12,7 % ВВП Філіппін формується за рахунок туризму, організація «Europe Solidaire Sans Frontières» також повідомила про потенційні збитки у туристичній галузі Філіппін.
Національний музей Філіппін тимчасово закрив свій комплекс у Манілі та всі музеї-філії по всій території країни. Загальнодержавний захід з заохочення покупок у торгових центрах країни Філіппінський фестиваль покупок, який проводиться за підтримки Міністерства туризму, спочатку запланований на 1–31 березня, був відкладений через пандемію COVID-19. Низка місцевих фестивалів по всій країні були або скасовані або відкладені у зв'язку з епідемією COVID-19, зокрема фестиваль «Пананбенга» в Багіо, «Кадаяван ка Давао» в місті Давао, «Моріонес» в Маріндуке, та пісенний фестиваль в Пампанга.

### В'язниці
Вплив епідемії COVID-19 на філіппінські в'язниці прогнозується як небезпечний, оскільки в'язниці країни мають найвищий рівень заповнюваності у світі, який становить 534 %. Пенітенціарне управління Філіппін тимчасово призупинив відвідування ув'язнених у в'язницях вже в березні 2020 року, рекомендуючи потенційним відвідувачам скористатися електронним сервісом, який дозволяє ув'язненим спілкуватися з родичами онлайн. Низка правозахисних організацій висловила занепокоєння з цього приводу. Організація «Human Rights Watch» зазначала наявність випадків смерті в'язнів у тюремних камерах, та закликала до звільнення від ув'язнення неповнолітніх правопорушників, літніх та хворих ув'язнених. Правозахисні організації «Карапатан» і «KAPATID» закликали звільнити політичних в'язнів, які належать до групи ризику, як спосіб розвантаження філіппінських в'язниць у час епідемії COVID-19.
Група з 22 ув'язнених з високим ризиком (як ув'язнених літнього віку, так і з ослабленим імунітетом або вагітних) також попросила тимчасової звільнити їх з ув'язнення з гуманітарних причин, оскільки «пекельні умови ув'язнення на Філіппінах роблять затриманих уразливими до COVID-19». Усі 22 ув'язнені, п'ять з яких є консультантами Нової Народної Армії, просять дозволити їм вийти з ув'язнення під заставу або під особисте зобов'язання. Список цих ув'язнених був представлений двома правозахисними організаціями. Подібним чином один із підозрюваних у смерті Гораціо Атіо Кастільо III просив звільнити його з ув'язнення з причини загрози інфікування COVID-19.
У середині квітня Верховний суд Філіппінах підтвердив циркуляр 2014 року, який дозволяє вийти на свободу особам, які знаходяться в місцях позбавлення волі з триваючим судовим розглядом, які змогли відбути своє мінімальне покарання під час цього судового процесу, або тим, чий судовий розгляд призупинено через відсутність свідків. Головний суддя Діосдадо Перальта та міністр юстиції Менардо Геварра також підписали резолюції, що зменшують вартість застави для незаможних ув'язнених та вимоги про умовно-дострокове звільнення та помилування ув'язнених та осіб під слідством. 2 травня адвокат Маріо Віктор Леонен оголосив, що з 17 березня по 29 квітня випущені з ув'язнень 9731 осіб для зниження переповненості в'язниць країни.

### Розважальні заходи та медіа
Міністерство охорони здоров'я видало рекомендацію щодо скасування великих громадських заходів та масових зібрань, зокрема концертів на невизначений термін для мінімізації ризику поширення хвороби. Це спонукало кількох місцевих та закордонних артистів або скасувати, або відкласти заплановані концерти та зустрічі з фанами.
Місцеві телевізійні мережі тимчасово перестали проводити записи телевізійних шоу в прямому ефірі з аудиторією в студії, включаючи естрадні шоу «Eat Bulaga!» в мережі GMA, а також «Showtime» та «ASAP» на телеканалі ABS-CBN. 13 березня і телекомпанія «ABS-CBN», і телекомпанія «GMA» повідомили, що до 15 березня припиняють виробництво своїх драматичних шоу, а також інших розважальних програм, замінивши ці програми повторами попередніх серій або розширеними випусками новин. Радіокомпанії також розпочали скорочувати свою роботу протягом періоду карантину, або скорочуючи час мовлення, або призупиняючи випуск частини регулярні програми на користь «спеціальних передач».
Спостерігачі за засобами масової інформації відзначили, що під час пандемії COVID-19 на Філіппінах свобода слова та свобода преси зазнали посилених правових та адміністративних обмежень. У 2021 році, під час відзначення Всесвітнього дня свободи преси, комітет із захисту журналістів заявив, що під час пандемії продовжуються переслідування, арешти та вбивства журналістів з боку представників держави.

### Релігія
Римо-католицька церква на Філіппінах видала керівництво щодо профілактичних заходів під час пандемії через Конференцію католицьких єпископів Філіппін. У січні 2020 року Конференцію католицьких єпископів Філіппін видала літургійну настанову, в якій закликається присутніх на месі переважно практикувати причастя вручну та уникати тримання за руки під час Господньої молитви під час меси, як духовний захід проти поширення хвороби. Конференцію католицьких єпископів Філіппін також склала обов'язкову молитву, яку слід читати під час меси. У лютому 2020 р. конференція єпископів видала друге літургійне керівництво напередодні великого посту. Єпископи припустили, що під час Попільної середи голову віруючих будуть посипати попелом замість звичного нанесення попелу на чоло хрестом, щоб мінімізувати контакт з тілом. Конференція єпископів також закликала віруючих утримуватися від поцілунків чи доторкань до хреста для пошани під час Страсної п'ятниці, особливо святкування Страстей Христових. Як альтернативу цьому католицькі єпископи запропонували ставання на коліна або поклони. У всіх єпархіях католицької церкви в країні припинили публічні меси. 8 квітня, у Страсну середа, конференція католицьких єпископів організувала міжконфесійну молитовну службу проти поширення коронавірусу, яка транслювалася по всій країні. Інші християнські конфесії і організації, зокрема Церква Христа та Свідки Єгови, призупинили прямі богослужіння та організували богослужіння через онлайн-платформи в Інтернеті. Філіппінська рада євангельських церков, організація, яка складається з низки протестантських релігійних організацій, також запровадила аналогічні заходи.
Церква Ісуса Христа Святих останніх днів наказала місіонерам, направленим на Філіппіни, які не є вихідцями з країни, виїхати на тимчасове проживання до іншої країни. Після приїзду на нове місце їм наказано знаходитись у карантині в своїх нових помешканнях протягом 14 днів.
Ісламська громада на Філіппінах також вжив заходів проти COVID-19. Регіональна дарул іфта провінції Бангсаморо призупинила проведення богослужінь у Бангсаморо з 19 березня по 10 квітня.

### Спорт
Кілька поточних або запланованих сезонів спортивних ліг на Філіппінах, зокрема Баскетбольної ліги АСЕАН, Баскетбольної ліги Махарліка Піліпінас, філіппінської баскетбольної асоціації, Національної баскетбольної ліги, Філіппінської футбольної ліги, та Філіппінської Суперліги, були припинені. Заплановані спортивні змагання, які мали проводитись у країні, зокрема чемпіонат Азії з бадмінтону (спочатку планувалося його проведення в Ухані, але його перенесли до Маніли) та чемпіонат АФФ з футболу серед жінок, були відкладені. Також були відкладені регіональні кваліфікаційні ігри за участю філіппінських збірних.
29 квітня 2020 року Філіппінська спортивна комісія повідомила, що скасує всі спортивні змагання під своєю егідою до грудня 2020 року, щоб дотриматися урядових директив, що забороняють масові скупчення людей. У зв'язку з цим скасовано проведення загальнофіліппінських спортивних ігор Паларонг Памбанса, Філіппінських національних ігор, та паралімпійських ігор АСЕАН.

### Вибори
Комісія з виборів Філіппін призупинила загальнонаціональну реєстрацію виборців з 10 березня до кінця місяця у зв'язку з пандемією COVID-19. Період реєстрації розпочався 20 січня 2020 року, та мав тривати до 30 вересня 2021 року. Пізніше призупинення було продовжено до кінця квітня. Видача посвідчення виборця також призупинено на невизначений термін. Наступні загальнонаціональні вибори на Філіппінах заплановані на травень 2022 року. Плебісцит, на якому мали ратифікувати закон, за яким провінція Палаван розділяється на три невеликих провінції, запланований на травень 2020 року, також було перенесений у зв'язку з пандемією COVID-19.

### Дезінформація та містифікації
Після початку пандемії COVID-19 на Філіппінах в Інтернеті з'явилися різноманітні теорії змови та дезінформація щодо походження, масштабів, профілактики, лікування та різних інших аспектів хвороби. Серед цих містифікацій можна виділити наступні:
- SARS-CoV-2 є різновидом сказу, і тому краще не їсти кажанів. Вірус SARS-CoV-2 входить до сімейства коронавірусів і не пов'язаний із сказом.[388]
- Варений імбир лікує від COVID-19. Конкретних наукових доказів цього твердження немає. Лікар з Філіппінського товариства мікробіології та інфекційних хвороб Марк Пасаян заявив, що хоча холодна погода може пришвидшити інфікування COVID-19, вживання гарячої або холодної їжі не корелює з профілактикою та лікуванням захворювання.[389]
- У перший тиждень лютого уряд буцімто запровадив 14-денний карантин для прибулих з 20 країн. Інфографіка, що підтверджує цю заяву, була розповсюджена нібито з міністерства внутрішніх справ та місцевого самоврядування. 7 лютого міністерство офіційно спростувало цю заяву. На той час карантин застосовується лише до прибулих з трьох територій: материкового Китаю, Макао та Гонконгу.[390]
- Вірусні публікації з різними заявами, такими як уникання вживання морозива та холодної їжі, та збільшення перебування на сонячному світлі як засіб профілактики COVID-19, який буцімто рекомендує ЮНІСЕФ. Філіппінське представництво ЮНІСЕФ опублікувало заяву, відмежуючись від чуток, що розповсюджують неправдиву та оманливу інформацію.[391]
- Стверджувалось, що міністерство охорони здоров'я Філіппін видавало попередження щодо розповсюдження фальшивих сигарет, які, ймовірно, є способом передачі COVID-19. Урядові структури в дійсності не видавали таких попереджень.[392]
- У соціальних мережах поширилось повідомлення, що полоскання горла теплою солоною водою «усуне вірус». Заступник секретаря міністерства охорони здоров'я Ерік Домінго сказав, що, хоча солона вода є загальновизнаним симптоматичним засобом ангіни протягом багатьох поколінь, немає жодних доказів її здатності вбивати коронавірус.[393]
- В інтернеті поширився вірусний відеоролик, у якому розповідається, як бананами можна вилікувати COVID-19. Цю інформацію навіть відстоював речник президента Сальвадор Панело. Однак прес-секретар міністерства охорони здоров'я Росаріо Вержере спростував це твердження, сказавши, що, хоча банани є здоровим джерелом їжі, поки що немає переконливих доказів про їх ефективність проти коронавірусу.[394]
- 21 березня 2020 року кілька користувачів Інтернету у Facebook поділились неправдивими публікаціями про те, що філіппінські ВПС та національна поліція, використовують вертольоти для обприскування пестицидами великих міст з метою знищення коронавірусної інфекції. Збройні сили Філіппін, національна поліція, міністерство охорони здоров'я та міжвідомча робоча група з боротьби з інфекційними хворобами спростували ці заяви. Крім того, міністерство охорони здоров'я додало на своєму офіційному вебсайті, що немає доказів того, що спреї пестицидів можуть вбити коронавірус.[395]
- Адміністрація президента також спростувала повідомлення, що поширюються в Інтернеті, про запровадження повного локдауну по всій території країни, з попередженням вуличних торговців про їх неминучий арешт. На момент початку поширення цих повідомлень на Лусоні вже діяв посилений суспільний карантин.[396]
- Спілка хіміків Філіппін спростувала суперечливу заяву президента Родріго Дутерте про те, що бензин може використовуватися як дезінфікуючий засіб за відсутності дезінфікуючих засобів для рук, та попередила громадськість, що бензин шкідливий для організму, особливо при вдиханні.[397]

Міністерство охорони здоров'я Філіппін не рекомендувало поширювати дезінформацію та неперевірені чутки щодо коронавірус. Філіппінська національна поліція також вживала заходів проти поширення дезінформації, пов'язаної з пандемією, та видала попередження для всіх громадян, що поширювачі дезінформації можуть бути заарештовані за порушення указу президента № 90 за поширення неправдивих чуток та дезінформації. У разі поширення неправдивої інформації в Інтернеті винним можуть пред'явити звинувачення за порушення закону про запобігання кіберзлочинності, який передбачає максимальне покарання у вигляді позбавлення волі на 12 років. У спеціальному указі президента про боротьбу з поширенням коронавірусної хвороби також вказано на покарання поширювачів неправдивої інформації терміном ув'язненням терміном до двох місяців або штрафом до 1 мільйона песо.
За повідомленням міністерства охорони здоров'я, кремація тіла першої підтвердженої смерті від COVID-19 на Філіппінах перешкодила поширенню дезінформації.